# Puppenpavillon Bensberg
Der Puppenpavillon Bensberg ist ein stationäres Puppentheater im Bergisch Gladbacher Stadtteil Bensberg.
Der Puppenpavillon existiert seit 1988 und wurde von der Puppenspielerin Heide Hamann gegründet. Hamann war bereits seit zehn Jahren mit ihrer eigenen Reisebühne „Lapislazuli Puppentheater“ unterwegs und hatte als Assistentin von Rudolf Fischer von den Darmstädter Puppenspielen an mehreren Fernsehproduktionen des ARD- und ZDF-Kinderprogramms mitgearbeitet. Im Dezember 2008 ging Hamann in den Ruhestand.
Seit Januar 2009 leitet der Schauspieler, Puppenspieler und Rezitator Gerd J. Pohl den Puppenpavillon. Pohl war zuvor bereits Leiter des Tourneetheaters Piccolo Puppenspiele.
Das Theater befindet sich auf dem Gelände der Bergisch Gladbacher Johannes-Gutenberg-Realschule und ist in einem ehemaligen Pavillonbau untergebracht, in dem während früherer, schülerstarker Jahrgänge zusätzliche Klassenzimmer eingerichtet waren.
Jährlich wird der Puppenpavillon von rund 9.000 Zuschauern besucht. Es finden hier Vorstellungen von Gerd J. Pohl selbst sowie Gastspiele anderer renommierter Bühnen und Fortbildungsveranstaltungen für Erzieherinnen und Lehrerinnen statt. Der Spielplan umfasst Puppenspiele für Kinder wie für Erwachsene sowie Lesungen, Vorträge, Talkrunden, Diskussionen und Konzerte in kleiner Besetzung unter dem Titel „Bensberger Begegnungen“.
Das Emblem des Theaters wurde von Eduard Prüssen geschaffen, der zum Zeitpunkt der Theatergründung Stadtgrafiker von Bergisch Gladbach war.
Unterstützung findet der Puppenpavillon durch die Mitglieder im theatereigenen Förderverein.